# جسر طليطلة (مدريد)

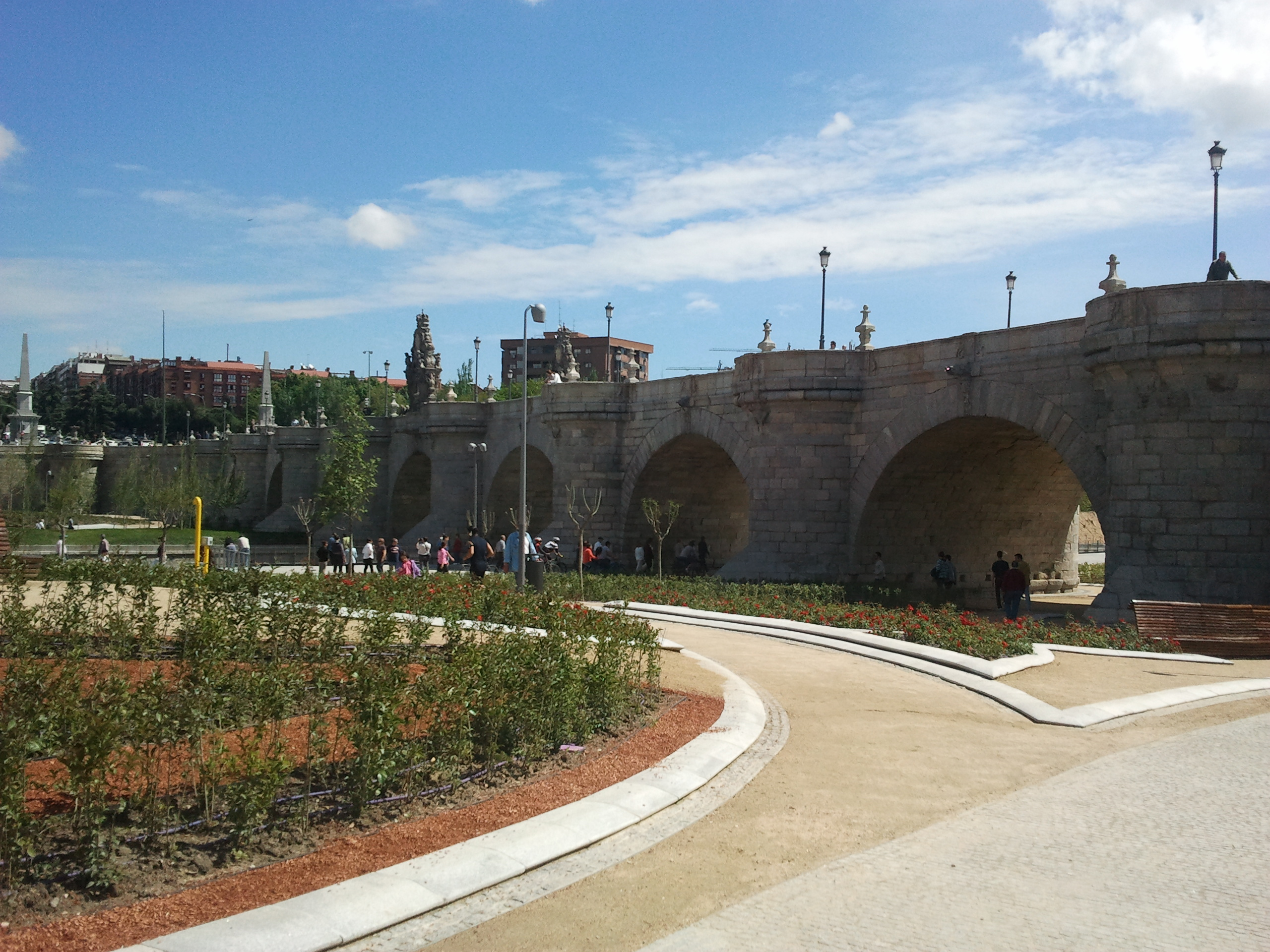
جسر طليطلة مايو 2012

جسر طليطلة أو جسر توليدو (بالإسبانية: Puente de Toledo)‏ هو جسر في مدينة مدريد  في إسبانيا. بني على طراز الباروك بين عامي 1718 و1732 من قبل المهندس المعماري بيدرو دي ريبيرا. يصل الجسر بين ضفتي نهر مانزاناريس ويربط بين دوار الأهرامات (glorieta de Pirámides) على الضفة الشرقية ودوار ماركيز فادييو (glorieta del Marqués de Vadillo) في مقتطعة كارابانتشيل علي الضفة الغربية.[1]

## التاريخ

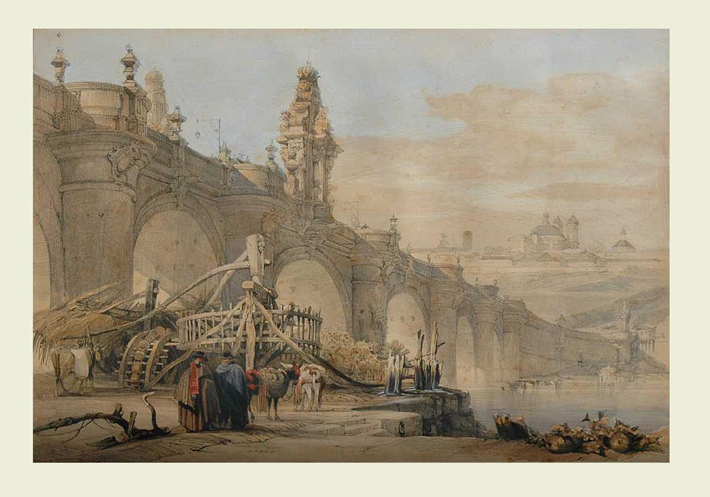
ناعور جسر طليطلة، رسمة ألوان مائية من مجموعة "سكتشات إسبانية" للرسام الاسكتلندي من عصر الرومانسية ديفيد روبرتس (1796-1864) الذي جال إسبانيا بين 1832 و 1833. اللوحة الأصلية في المجموعة الملكية (المملكة المتحدة).

يعود تاريخ الجسر إلى القرن السابع عشر ، عندما شرع فيليب الرابع بمشروع ربط مدينة مدريد بطريق طليطلة عن طريق إنشاء جسر فوق نهر مانزاناريس. أول مشروع تم تصميمه من قبل خوان غوميز دي مورا وبناؤه من قبل خوسيه دي فياريال بين 1649 و1660، وكان يعرف باسم جسر طليطلة. إلا أن الجسر هدم بعد فترة وجيزة بسبب فيضان النهر، فبدأ بناؤه من جديد عام1671.
انتهى إنشاء الجسر الثاني في 1680 ليتم تدميره كذلك في فيضان آخر. فتمت إعادة إعماره من قبل خوسيه ديل أولمو الذي انتهى من التصميم في عام 1682 وخوسيه دي أرويو. تم تكليف تيودورو أردمانس لإكمال العمل في 1684.
أما المعماري بيدرو دي ريبيرا،  فقد تم تكليفه في عام 1715 بإقامة الجسر الحالي. إلا أن المشروع لم يستأنف إلا في 1718 عندما طرح ماركيز فيدييو، فرانسيسكو أنطونيو دي سالسيدو و أغيري ذلك. بدأ العمل في 1719 واكتمل في عام 1732.

### مشاكل لاحقة

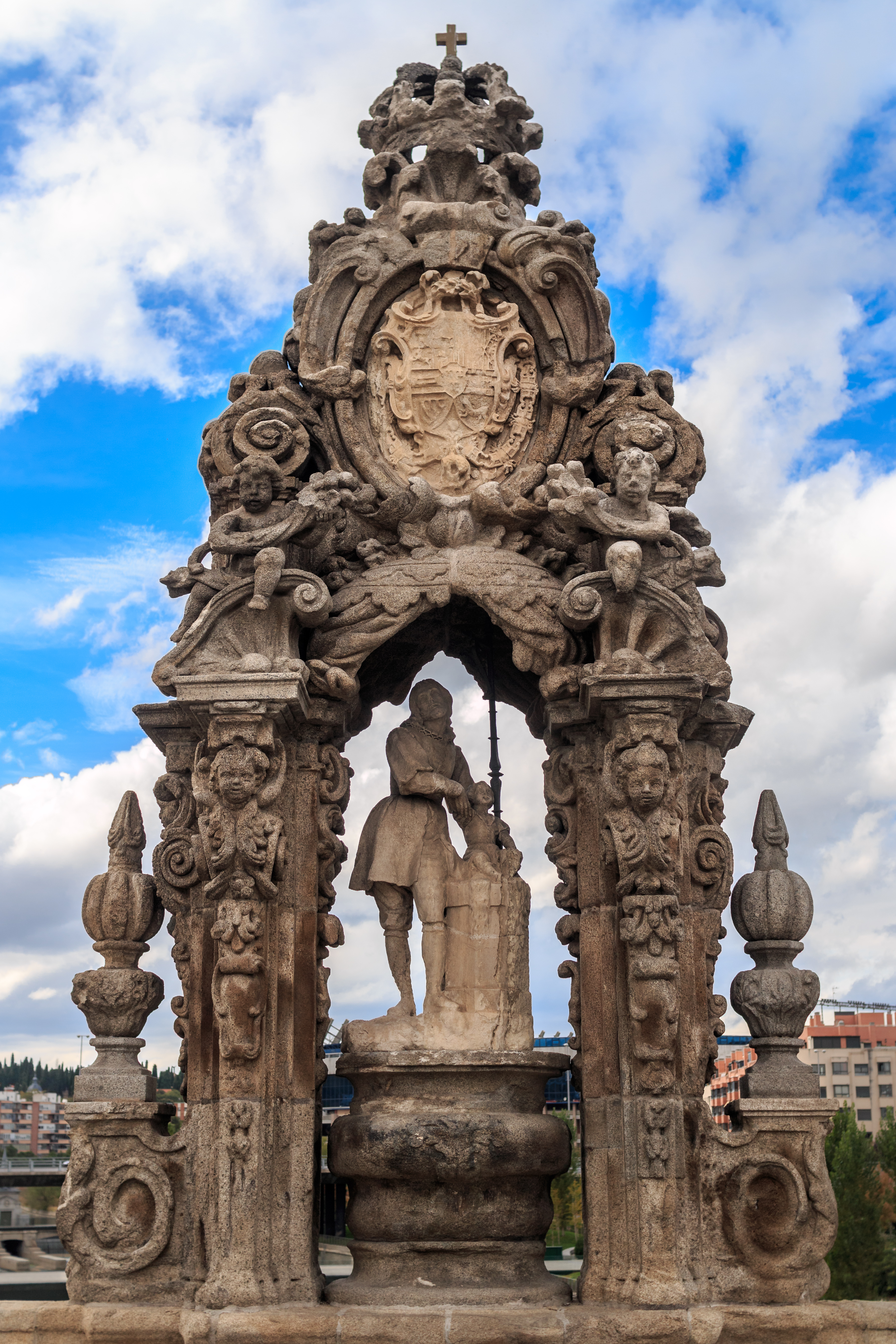
مقببة فيها تمثال القديس إيسيدرو.

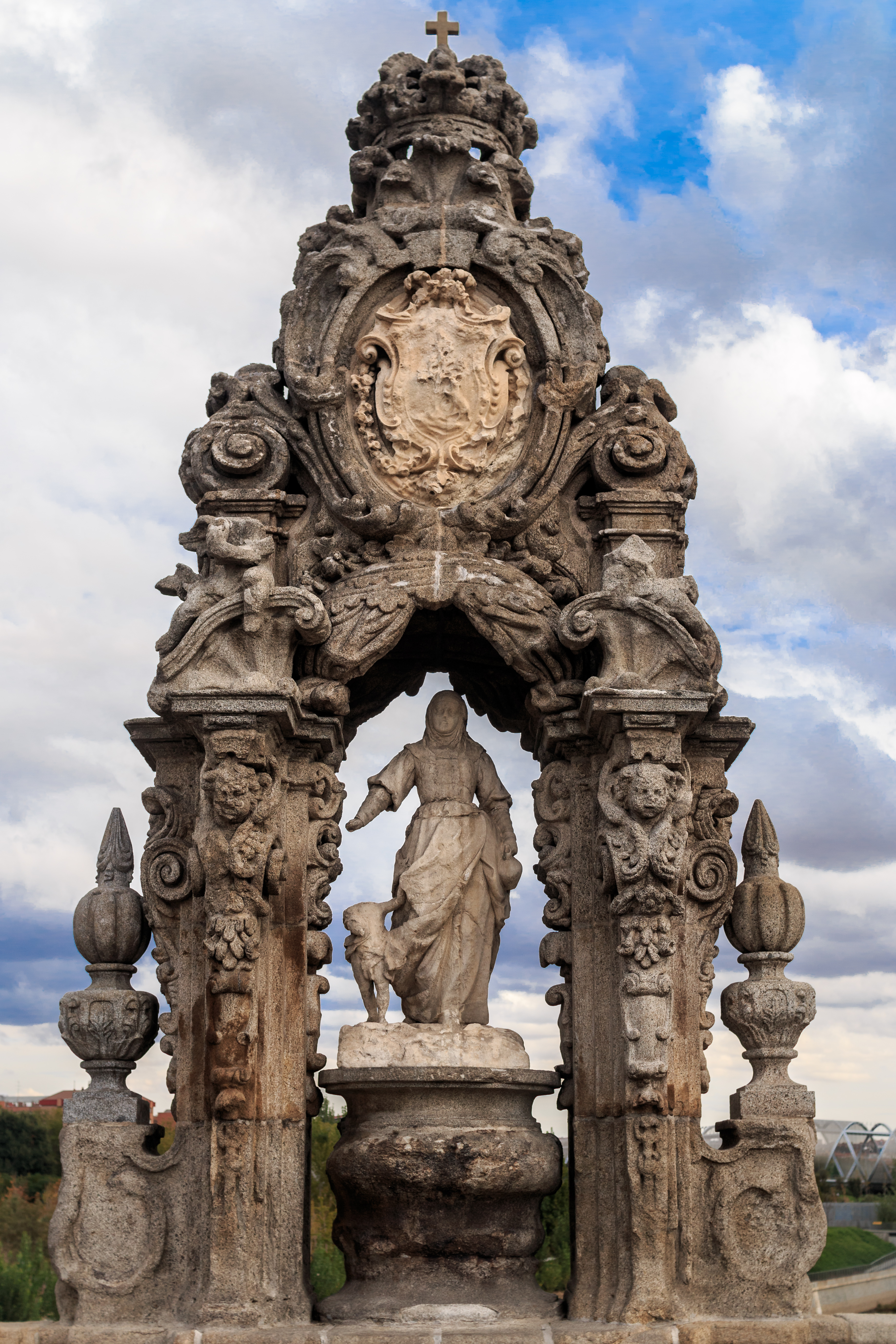
مقببة مع تمثال القديسة ماريا ذات الرأس.

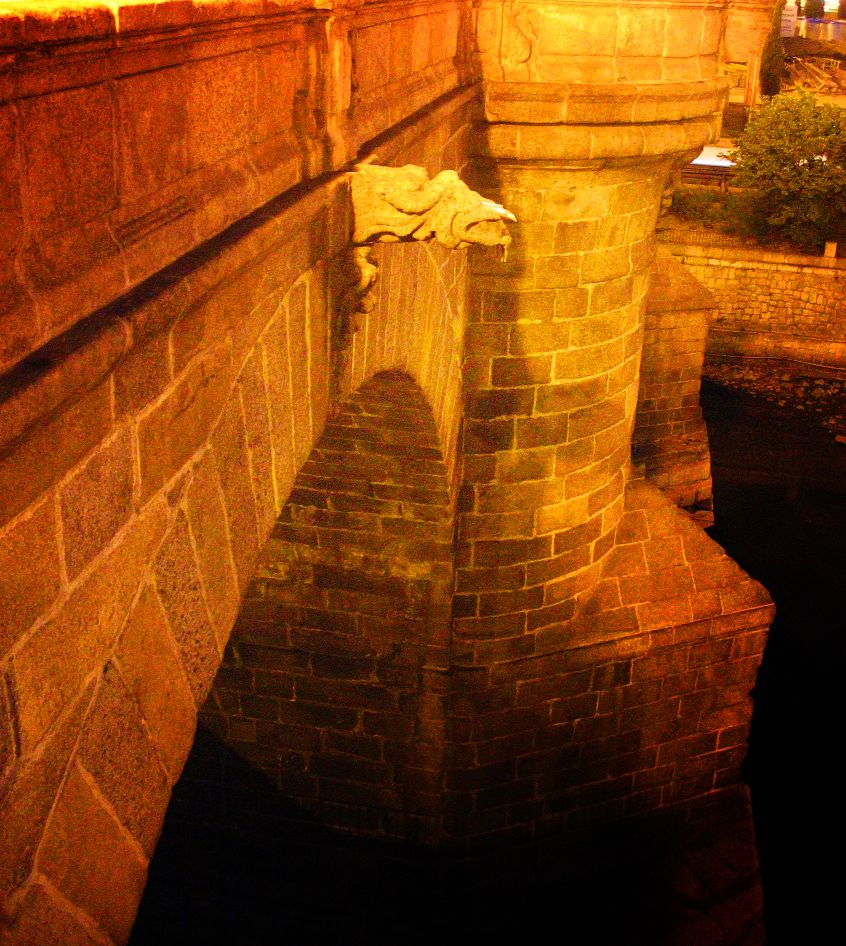
تفصيل أحد أقواس الجسر. يظهر على اليمين عمود اسطواني في أعلى حاجز أمواج هرمي الشكل.

في عام 1952 حصل على الجسر حادث مروع للترام تسببب بوفاة 15 مدريدي. في عام 1956، تمت تسمية الجسر نصبا تاريخيا فنيا. في عام 1972، ضمن مشروع بناء  الطريق الدائري M-30، شرع في بناء الجسرين الجانبيين لتخفيف الحركة عن جسر طليطلة. مع توجيه النهر في أقنية، تحسن مظهر الأقواس. إلا أن الطريق السريع يمر من تحت الأقواس بموازاة جانبي النهر، مما يؤثر بشكل ملحوظ على البيئة حول نهر مانزاناريس.

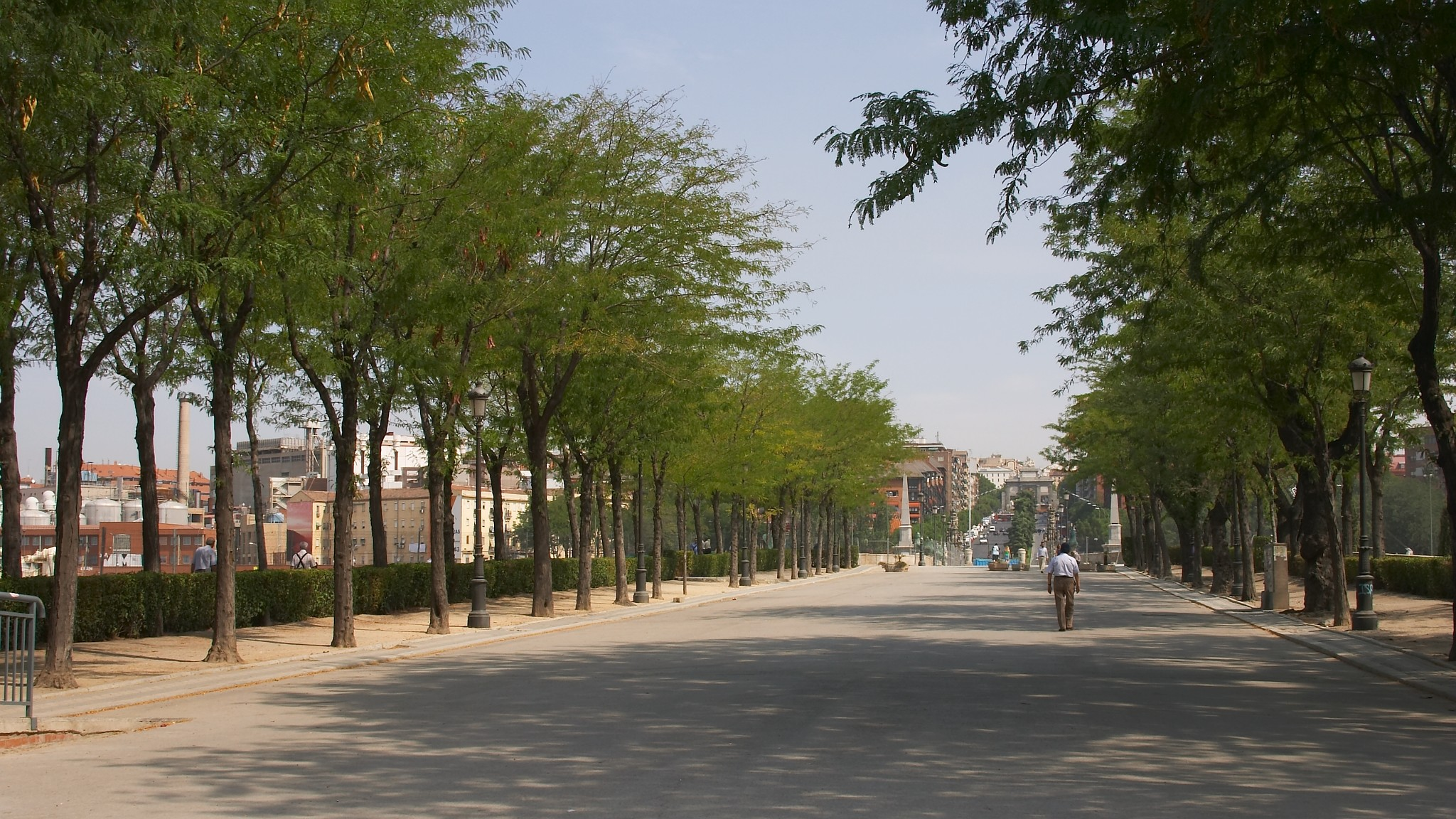
الطريق المشجر الواصل من دوار ماركيز فادييو إلى الجسر. في الخلفية دوار الأهرامات محاط بمسلّتين وشارع توليدو.

في عام 2007، انتهت عملية دفن M-30 المثيرة للجدل، حيث كانمن أهدافها استعادة جميع ضفاف النهر لاستخدام المشاة. وفي أثناء هذه الأعمال، تم اكتشاف أنقاض أثرية لستة أعمدة مع بداية الأقواس التي بقي منها اثنان من الجسر القديم. تقع هذه الأنقاض 8 أمتار تحت مستوى الطريق الحالية، ويدرس إبقاؤها في مكانها بعد انتهاء أعمال الترميم مع كل الحدائق تحت الجسر.

## الوصف

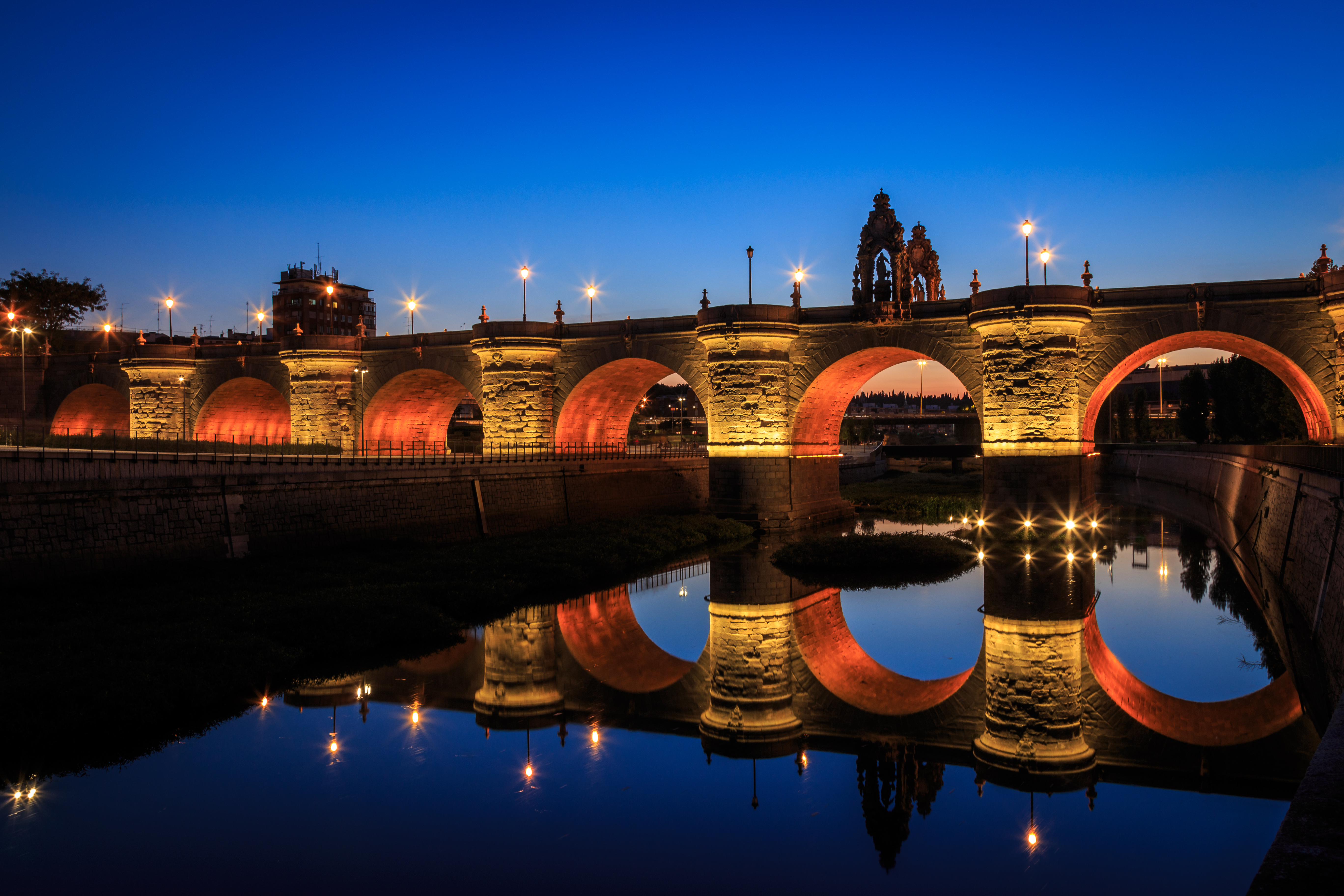
منظر ليلي في القرن الحادي والعشرين.

يتكون الجسر بتصميمه الباروكي من جزء مركزي يتشكل من تسعة أقواس نصف دائرية مع دعامات وشرفات اسطوانية الشكل. عرض الجسر الأساسي 4.95 مترا.
في المنطقة الوسطى محرابان مقببان مزخرفان يحتويان على تمثثالين منالحجر الجيري لشفيعي مدريد، القديس إيسيدرو لابرادور والقديسة ماريا ذات الرأس، والذان نحتا في 1723 من قبل النحات خوان ألونسو فيابرييه رون بالتعاون مع لويس سلفادور كارمونا.[5]

## معرض صور

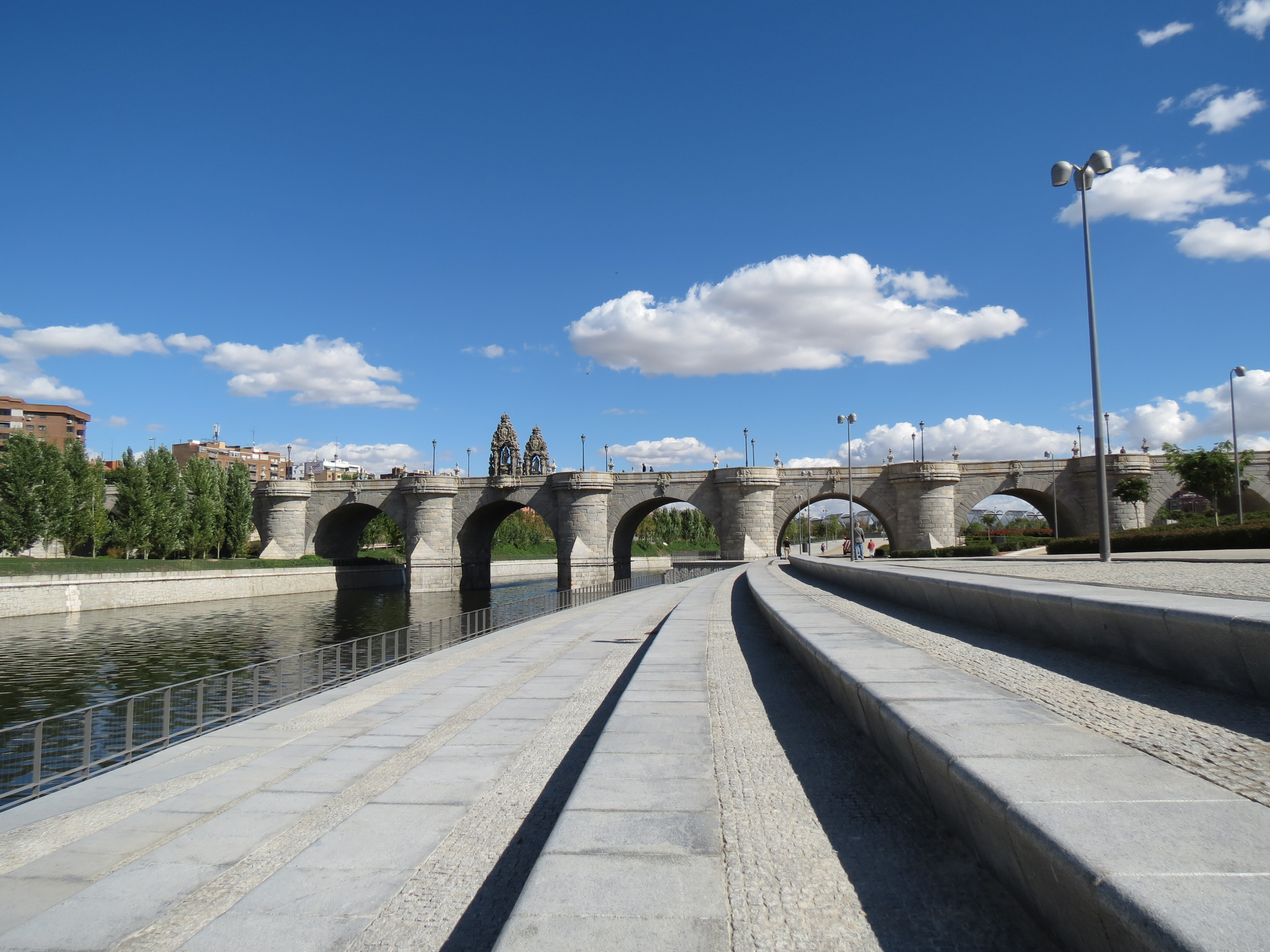
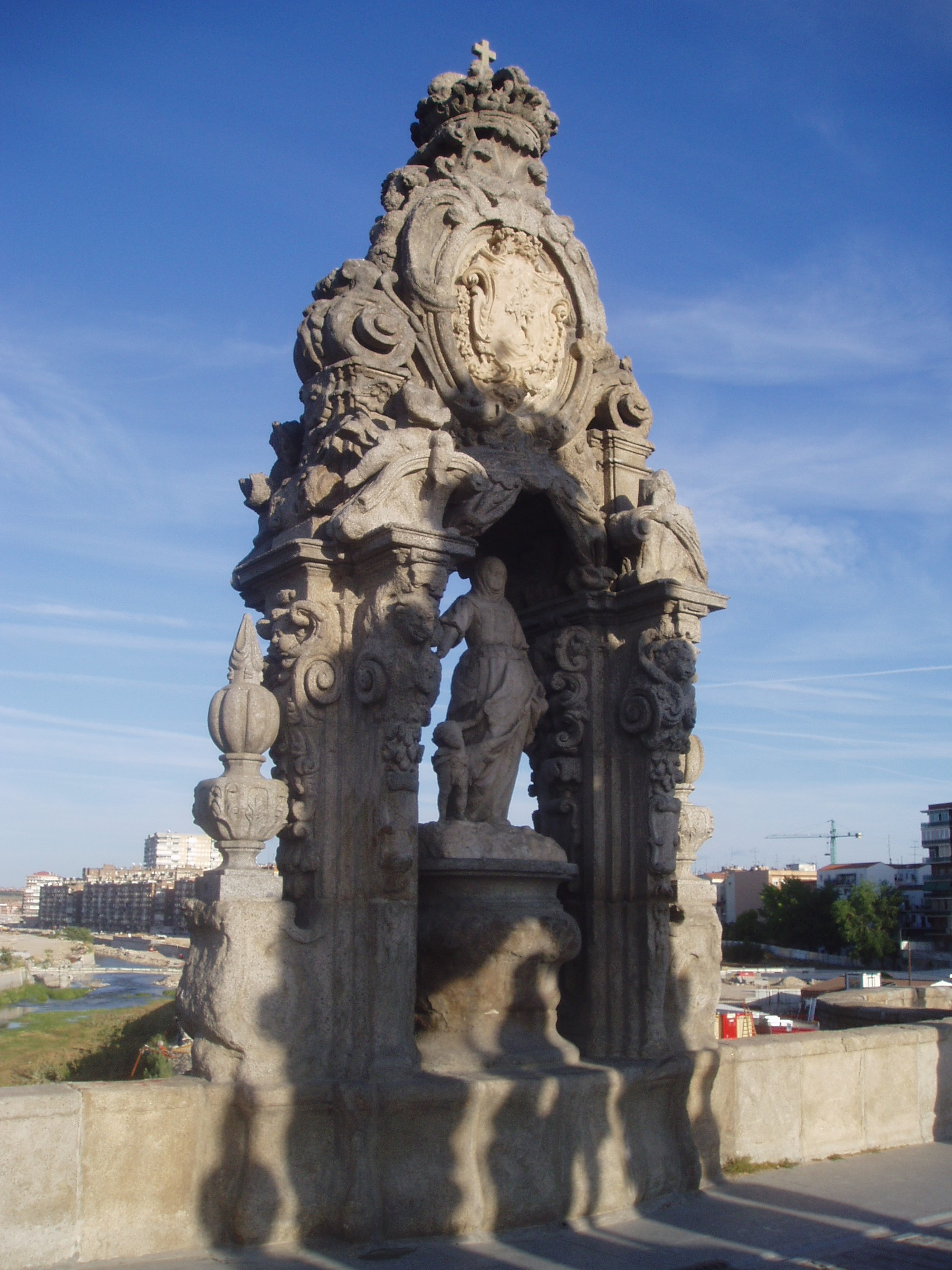
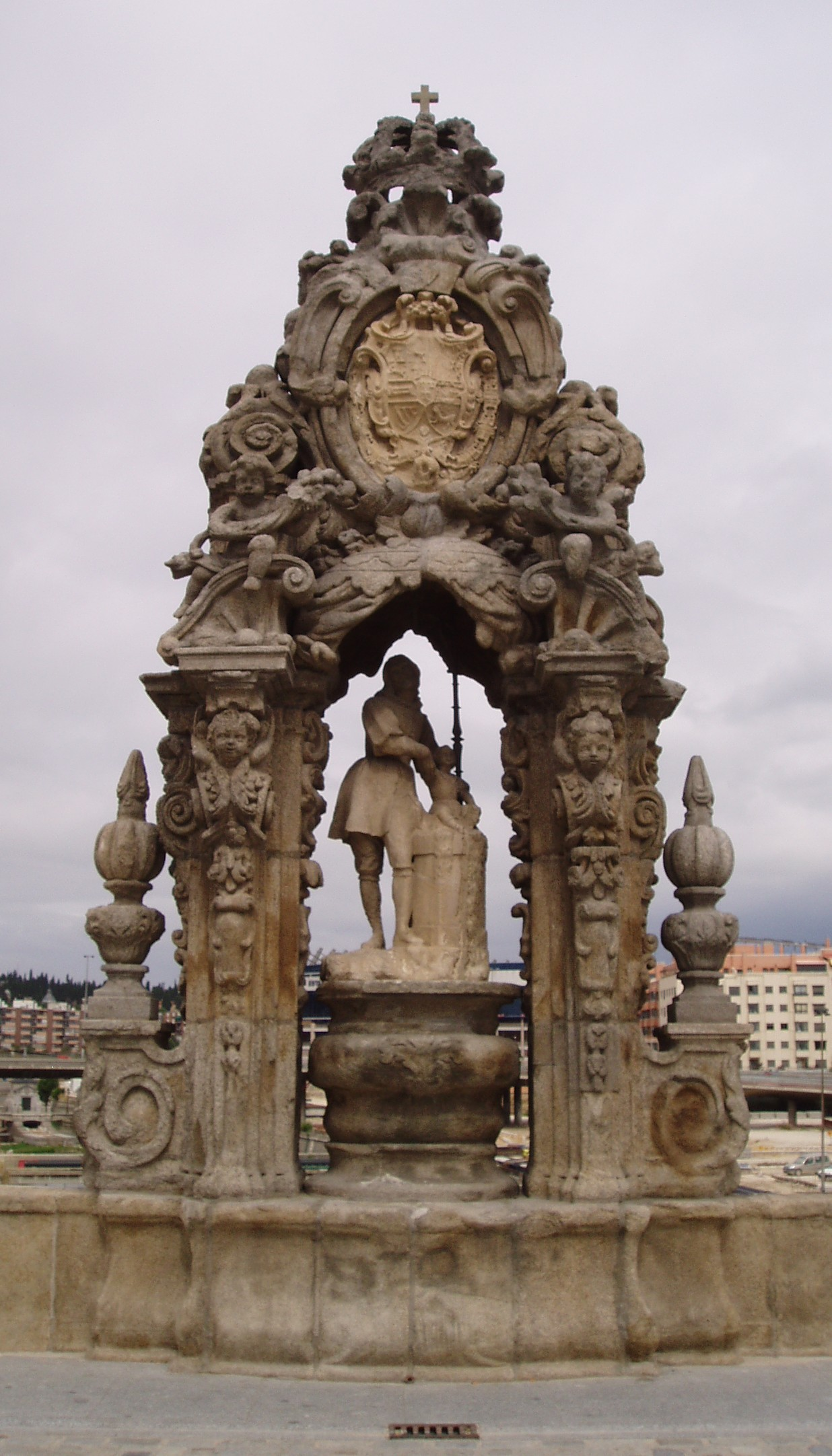